# Настоящие женщины
«Настоящие женщины» (англ. True Women) — американский исторический мини-сериал 1997 года режиссёра Карен Артур. Фильм снят по роману Дженис Вудс 1993 года. Мини-сериал в 1997 году номинировался на премию «Эмми» за лучшую музыку.

## Сюжет
В центре сюжета находятся судьбы Сары МакКлюр (Дана Дилейни), независимой и решительной жены техасского рейнджера Бартлетта (Пауэрс Бут), а также её младшей сестры Евфимии Эшби (Аннабет Гиш), после смерти родителей в Джорджии взятой последним на воспитание. В марте 1836 года, получив известие о падении форта Аламо, муж Сары по призыву генерала Хьюстона отправляется на войну с Мексикой, после чего ей самой приходится спасать оставшихся женщин от наступающих вражеских солдат. Обладая недюжинным умом и организаторскими способностями, беременная Сара успешно переправляет через бурную реку караван беженцев, преследуемых армией генерала Санта-Анны, но позже сталкивается с индейцами и из-за преждевременных родов теряет ребёнка. 
Получив известие о победе над мексиканцами при Сан-Хасинто и встретив долгожданного супруга, Сара возвращается с односельчанками домой, но ей предстоит ещё вынести немало невзгод, отбиваясь от нападений команчей и настойчивых ухаживаний их храброго вождя Тарантула (Майкл Грейес). После гибели случайно разбившегося при падении с лошади Бартлетта жизнь одинокой хозяйки, взявшей на себя заботу не только о детях, но и о младшей сестре, становится и вовсе трудно переносимой. Однако твёрдый характер и поистине мужская отвага Сары помогает ей не только защитить свой дом, но и выучить и выдать Евфимию замуж.
Параллельно развивается история детской подруги Евфимии — Джорджии Лоше, в замужестве Вудс (Анджелина Джоли), красивой, но своенравной девушки, стесняющейся своих индейских корней, но, в конечном счёте, обретшей семейное счастье с молодым врачом Питером (Джеффри Нордлинг). Купив землю в Техасе, Джорджия переезжает туда со своим супругом, поначалу терпя неслыханные лишения, но со временем освоившись на новом месте и найдя общий язык со своими чёрными рабами, к которым старается относиться по-человечески. 
Случайная встреча молодой владелицы хлопковой плантации с повзрослевшей и набравшейся в школе аболиционистских идей Евфимией выглядит довольно прохладной, и в течение долгого времени старинные подруги вовсе избегают общения. Но бедствия Гражданской войны 1861—1865 годов и совместная борьба за избирательные права женщин вновь их сближают. Преждевременная смерть Джорджии от туберкулёза вынуждает Евфимию замкнуться в себе и лишь поддержка старшей сестры помогает ей найти своё место в жизни. Случайно встретив в городе нищего старика-индейца, в котором она с трудом узнаёт некогда влюблённого в Сару вождя Тарантула, Евфимия публично выражает ему свою признательность, подарив на глазах ошеломлённой толпы своего скакуна…

## Актеры и персонажи

### В главных ролях
- Дана Дилейни — Сара Макклюр
- Анджелина Джоли — Джорджия Вирджиния Лоше Вудс
- Аннабет Гиш — Евфимия Эшби

### Остальные актёры
- Рэйчел Ли Кук — юная Джорджия Вирджиния Лоше Вудс
- Тина Мажорино — юная Евфимия Эшби
- Майкл Йорк — Льюис Лоше
- Джеффри Нордлинг — доктор Питер Вудс
- Салли Ричардсон-Уайтфилд — Марта
- Тони Тодд — Эд Том
- Джули Кармен — Чероки Лоше
- Мэттью Глэйв — Уильям Кинг
- Джон Шнайдер — Сэм Хьюстон
- Майкл Грейэйс — вождь Тарантул
- Энн Тремко — Матильда Локхарт
- Ирен Бедард — Тобе
- Пауэрс Бут —  Бартлетт МакКлюр
- Чарльз С. Даттон — Джозайа
- Кадиджа Каррим — Тильди
- Шеннон Вудворд — Молодой Чероки Вудс

В одном из эпизодов фильма появляются Хилари Дафф и её сестра Хейли Дафф, но имена актрис не включили в титры к фильму.